# Louis Christiaens
Pour les articles homonymes, voir Christiaens.
Louis Christiaens est un homme politique français, né le 20 décembre 1890 à Boulogne-sur-Mer (Pas-de-Calais) et mort le 17 janvier 1975 à Ronchin (Nord).

## Biographie
Issu d'une famille bourgeoise (son père est armateur), Louis Christiaens suit des études secondaires chez les jésuites avant d'aller à l'université à Lille, où il décroche une licence de droit et une licence de sciences.
Mobilisé pendant la Première Guerre mondiale, son attitude au combat lui vaut la Légion d'honneur et la croix de guerre.
Après son retour à la vie civile, il devient négociant en vins et liqueurs, et fonde l'union lilloise du commerce et de la petite industrie, en 1926, et, deux ans plus tard, la fédération des groupements commerciaux et industriels du Nord.
Tout en étant colonel de réserve dans l'Infanterie, il apprend à piloter et devient un aviateur expérimenté.
Pendant la Seconde Guerre mondiale, il s'engage dans la résistance et prend la direction régionale du réseau Navarre. Il commande les forces françaises combattantes pour la région Nord. Arrêté par la Gestapo en décembre 1943, il est emprisonné à Fresnes, puis déporté à Buchenwald en janvier 1944.
À la Libération, il est décoré de la croix de guerre et de la croix des combattants volontaires, et élevé au grade de commandeur de la légion d'honneur. En 1956, il est admis Grand-croix dans cet ordre.
Il entre en politique en 1946, menant une liste de droite, intitulé « Union des républicains du Nord » pour l'élection de la seconde assemblée constituante. Il obtient 9,3 % des voix et est élu député. Il siège au sein du groupe des Républicains indépendants. Durant ce court mandat, il intervient pour réclamer un allégement de la fiscalité qui pèse sur les commerçants.
En novembre, il est réélu député, sur une liste « union des républicains et de rassemblement gaulliste », et reste membre du groupe des républicains indépendants.
Son travail parlementaire est essentiellement consacré à la question des baux commerciaux, mais il intervient sur d'autres sujets. Secrétaire de l'assemblée à partir de 1946, et rapporteur de la commission de la défense nationale, il défend l'augmentation des primes d'engagement pour soutenir la présence militaire française en Indochine.
En 1947, il rejoint le Rassemblement du peuple français, ce qui ne l'empêche pas d'être élu président du groupe des Républicains indépendants en 1948.
En 1951, il mène une liste soutenue par le CNI, ce qui lui vaut une exclusion du RPF. Il obtient 8,8 % des voix, et il conserve son siège. En juillet 1952, il intervient pour défendre la baisse des cotisations sociales comme moyen de lutter contre la crise de l'industrie textile, particulièrement vive dans le Nord.
En juillet 1953, il est nommé par Joseph Laniel secrétaire d'État aux Forces armées et à l'Air. Il gagne en notoriété en franchissant le mur du son, aux commandes d'un chasseur bombardier de l'armée de l'Air, en décembre 1953. Il conserve sa fonction ministérielle jusqu'à la démission du gouvernement, en juin 1954.
Bien que s'étant abstenu sur l'investiture de Mendès-France, il approuve les accords de Genève qui règlent la fin de la guerre d'Indochine, mais vote contre la confiance en février 1955, en désaccord sur la question algérienne.
En 1956, il obtient 11,44 % des voix, son meilleur résultat électoral depuis le début de la Quatrième République. Il rejoint alors le groupe des Indépendants et paysans d'action sociale, et se spécialise sur les questions militaires. Il réclame une augmentation des crédits de la défense pour le budget 1957.
De novembre 1957 à avril 1958, il retrouve une fonction ministérielle, de nouveau comme secrétaire d'État à l'Air, dans le gouvernement de Félix Gaillard.
En 1958, il soutient le retour de Charles de Gaulle au pouvoir. En novembre, cependant, il décide de ne pas se représenter aux législatives, pour favoriser la candidature de Bertrand Motte, qui est un de ses proches, qui est élu député de la première circonscription du Nord.
L'année suivante, cependant, l'élection municipale à Lille conduit à une rupture entre les deux hommes, qui s'opposent sur la question de l'alliance avec les gaullistes de l'UNR, que Christiaens défend ardemment. Il soutient alors sans en faire partie une liste dissidente, menée par Léon Van Calster, contre celle du CNI soutenue par Motte.
En désaccord avec l'ambiguïté du CNI vis-à-vis des ultras de l'Algérie Française, il le quitte au printemps 1960, et fonde une petite formation locale, le Rassemblement républicain et social, qui apporte son soutien à la politique du gouvernement.
Lors des législatives de 1962, il obtient le soutien de l'UNR pour se présenter contre Bertrand Motte, devenu une figure nationale du CNI depuis qu'il préside le groupe IPAS à l'assemblée nationale. Van Calster est alors candidat suppléant.
Il arrive largement en tête du premier tour, avec 43,7 % des voix, contre seulement 17,2 % pour Motte, qui se désiste en sa faveur au second, lui assurant une large élection (73,9 % des voix) face à un candidat PSU.
Il retrouve donc l'assemblée, où il siège comme apparenté au groupe de l'UNR. Pendant ce mandat, il n'intervient pas à la tribune et soutient la politique gouvernementale. De nouveau candidat en 1967, il est réélu, obtenant 46,7 % des voix au premier tour, et 68,3 % au second, où il est opposé à un candidat communiste.
Il ne se représente pas en 1968, prenant à 78 ans sa retraite politique, et laisse François-Xavier Ortoli défendre les couleurs gaullistes dans la circonscription.

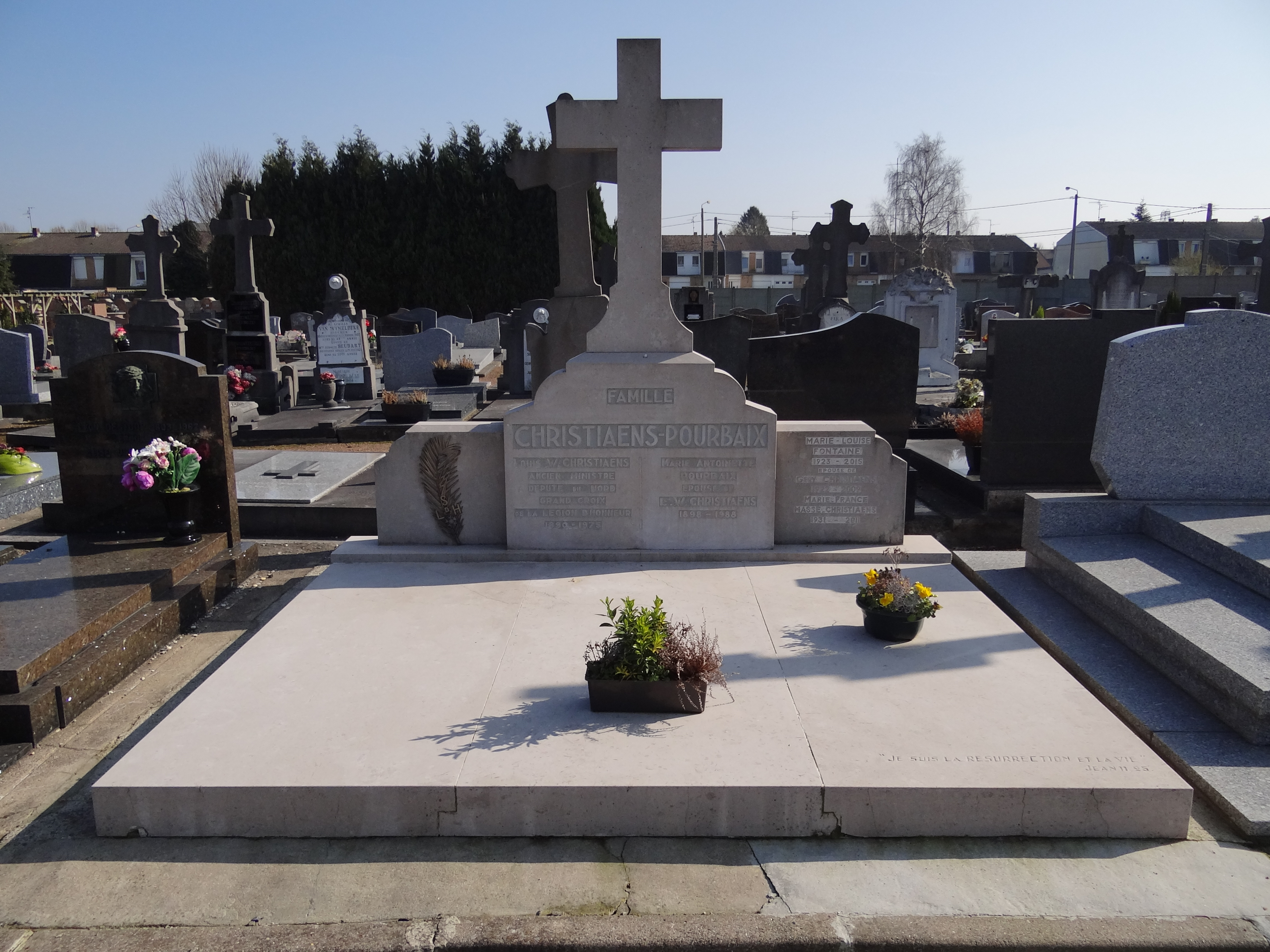
La tombe de Louis Christiaens au cimetière de Ronchin (Nord).

## Fonctions et mandats
- Secrétaire d'État aux Forces armées et à l'Air des gouvernements Joseph Laniel (du 2 juillet 1953 au 12 juin 1954)
- Secrétaire d'État aux Forces armées (Air) du gouvernement Félix Gaillard (du 11 novembre 1957 au 15 avril 1958)
- Député de la première circonscription du Nord de 1946 à 1958 et de 1962 à 1968

## Décorations
- Grand-croix de la Légion d'honneur Le président René Coty lui remet les insignes de grand-croix le 18 octobre 1956[1].

 Médaille de la Résistance française, avec rosette
- Commandeur de l'ordre du Mérite agricole (1969) au titre de « membre du conseil de l'ordre de la Légion d'honneur, vice-président du conseil de l'ordre du Mérite agricole »[2]